# فرانتس واگنر
فرانتس واگنر (به آلمانی: Franz Wagner) بازیکن فوتبال و هافبک اهل آلمان است که از سال ۱۹۳۸ میلادی عضو تیم ملی فوتبال آلمان بوده‌است. وی در ۳ بازی ملی حضور داشته است و آخرین بازی ملی خود را در سال ۱۹۴۲ میلادی انجام داد. فرانتس واگنر در بازی‌های ملی‌اش گلی به ثمر نرساند.